# First and Last and Always
First and Last and Always är det första musikalbumet av gruppen The Sisters of Mercy, utgivet i mars 1985. 

## Bakgrund
Andrew Eldritch som skev samtliga texter på albumet var tidigt kristisk till plattans produktion och ljudmix.  Dave Allen hade tidigare varit producent på The Cures album The Top, och varit ljudtekniker åt The Human League.
First and Last and Always gavs ut på CD 1988. En remastrad version kom 1992. Ytterligare en ny version gavs ut 2006, denna gång med sex bonusspår.
Den japanska LP:n är annorlunda mixad jämfört med övriga länders utgåvor. De japanska CD-utgåvorna innehåller dock den vanliga versionen av skivan. Remaster-utgåvan 2006 innehåller dock de japanska mixarna i samtliga länder. 
På grund av skivbolagets krav skrevs inte ordet Amphetamine på omslaget till skivan. Amphetamine Logic kallas på detta endast Logic. På en tidig demoversion av titelspåret sjunger Eldritch texten till den låt som sedermera blev Marian. Marian (version) bytte namn från endast Marian då skivbolaget klagade på att sången är för tyst i mixningen. Bandet lade då till (version) vilket är ett tillägg som traditionellt används för instrumentala reggaelåtar. 

## Låtlista

### LP Sida A
1. Black Planet - (Hussey/Eldritch)
2. Walk Away - (Hussey/Eldritch)
3. No Time to Cry - (Marx/Adams/Hussey/Eldritch)
4. A Rock and a Hard Place - (Hussey/Eldritch)
5. Marian (version) - (Hussey/Eldritch)

### LP Sida B
1. First and Last and Always - (Marx/Eldritch)
2. Possession - (Adams/Hussey/Eldritch)
3. Nine While Nine - (Marx/Eldritch)
4. Amphetamine Logic - (Marx/Eldritch)
5. Some Kind of Stranger - (Marx/Eldritch)

### Bonusspår på Remastrad CD-utgåva från 2006
- Poison Door - (Marx)  - (B-Sida Walk Away singeln, 1984)
- On the Wire - (Eldritch) - (B-Sida Walk Away maxisingeln, 1984)
- Blood Money - (Hussey/Eldritch) - (B-Sida No Time to Cry singeln, 1985)
- Bury Me Deep - (Eldritch)  - (B-Sida No Time to Cry maxisingeln, 1985)
- Long Train - (Eldritch) - (Flexisingel till Walk Away singeln, 1984)
- Some Kind of Stranger (tidig version)

## Medverkande
- Andrew Eldritch - Sång
- Wayne Hussey - Gitarr
- Craig Adams - Bas
- Gary Marx - Gitarr
- Doktor Avalanche - Trummor